# Гражданский процессуальный кодекс Франции
Гражда́нский процессуа́льный ко́декс (фр. Code de Procédure Civile) — гражданский процессуальный кодекс Франции 1975 года, действовавший во французском государстве параллельно с Гражданским процессуальным кодексом Франции 1806 года (в его неотменённой части) на протяжении 31 года — с 1 января 1976 года до вступления в силу Закона Франции от 20 декабря 2007 года «Об упрощении права».

## История создания Кодекса
К средине XX в. Гражданский процессуальный кодекс Франции, принятый еще в 1806 г. наряду с четырьмя другими знаменитыми французскими кодексами, разработанными в начале XIX в. по инициативе и под руководством великого французского императора Наполеона Бонапарта, безнадежно устарел. Подавляющее большинство статей четырех книг Кодекса 1806 г. и даже целые его разделы к средине 1960-х гг. были отменены. В связи с этим к упомянутому периоду основная часть гражданско-процессуальных отношений во Франции регулировалась главным образом отдельными и весьма многочисленными нормативно-правовыми актами, которые принимались время от времени взамен отменяемых правовых норм.
По этой причине в конце 1960-х в начале 1970-х гг. во Франции была предпринята широкомасштабная реформа по модернизации гражданского процессуального права, в результате которой был принят новый свод гражданско-правовых норм, получивший официальное название Нового гражданского процессуального кодекса Франции.
Процесс принятия этого нового французского Кодекса был разделен на четыре отдельных этапа. В рамках каждого из этапов французское правительство принимало определенный декрет, где формулировалось известное количество статей, объединенных в титулы, субтитулы, главы и т. д. Каждый такой проект был частью предполагаемого единого нормативного акта, который в будущем должен был стать новым кодексом и в конечном итоге заменить устаревший Гражданский процессуальный кодекс Франции 1806 г.
Начало Новому Гражданскому процессуальному кодексу было положено Декретом французского правительства № 71-740 от 9 сентября 1971 г., который назывался «Об учреждении новых процессуальных правил будущего Нового гражданского процессуального кодекса». За этим Декретом последовали еще три: Декрет № 72-684 от 20 июля 1972 г., Декрет № 72-788 от 28 августа 1972 г. и Декрет № 73-1122 от 17 декабря 1973 г.
Два года спустя, Декретом № 75-1123 от 5 декабря 1975 «О создании Нового гражданского процессуального кодекса», был утвержден Новый гражданский процессуальный кодекс Франции, объединивший в себе положения, предусмотренные предшествующими четырьмя Декретами. В соответствии с этим последним Декретом Новый гражданский процессуальный кодекс вступил в силу на территории Франции с 1 января 1976 г., за исключением территорий Нижнего Рейна, Верхнего Рейна и Мозеля, где он был введен в действие годом позднее — с 1 января 1977 г.